# Emma Must
Emma Must (sinh năm 1966) là một giáo viên, nhà thơ, nhà hoạt động môi trường người Anh, trước đó bà từng làm nữ quản thủ thư viện.
Bà đã được trao Giải Môi trường Goldman năm 1995 cho các nỗ lực bảo vệ đất, đặc biệt ảnh hưởng tới chính sách xây dựng đường sá của Anh, nhất là đối với vùng Twyford Down